# Neustadt (Ontario)

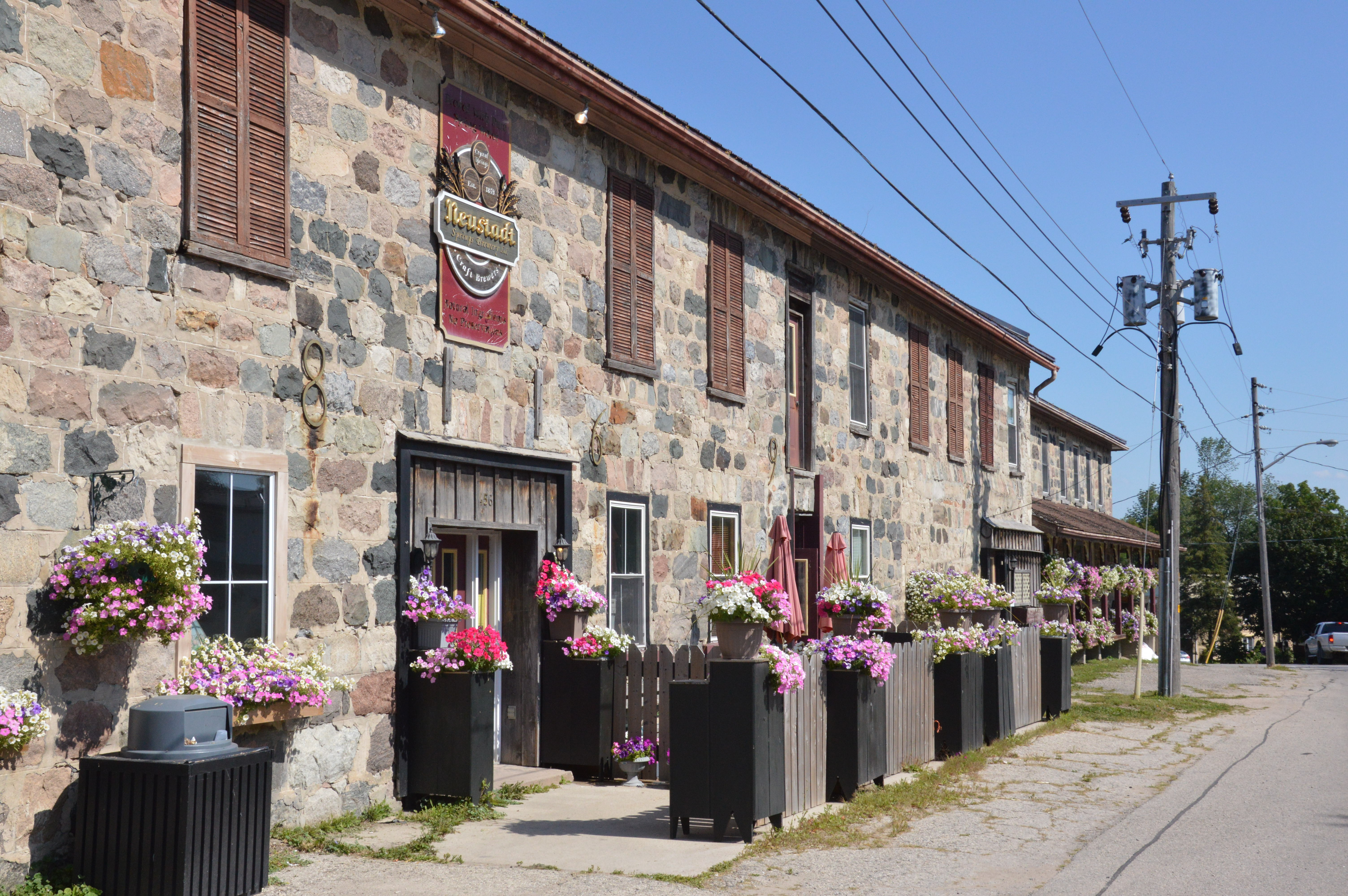
Springs Brewery in Neustadt, Ontario

Neustadt ist ein Dorf im Südwesten der kanadischen Provinz Ontario. Es liegt im Grey County und ist Teil der Gemeinde West Grey. Der Ort zählt rund 500 Einwohner.

## Geographie
Das Dorf liegt ca. 15 Kilometer südlich von Hanover an der Grey Road 10 und nördlich von Guelph und Kitchener.

## Geschichte
Gegründet wurde die Siedlung im Jahr 1855 durch den deutschen Einwanderer David Winkler. Bis 2000 war Neustadt eine eigenständige Gemeinde, als es sich mit mehreren anderen Dörfern zur Gemeinde West Grey zusammenschloss.

## Söhne und Töchter der Gemeinde
- John Diefenbaker (1895–1979), ehemaliger kanadischer Premierminister